# 沃尔胡森

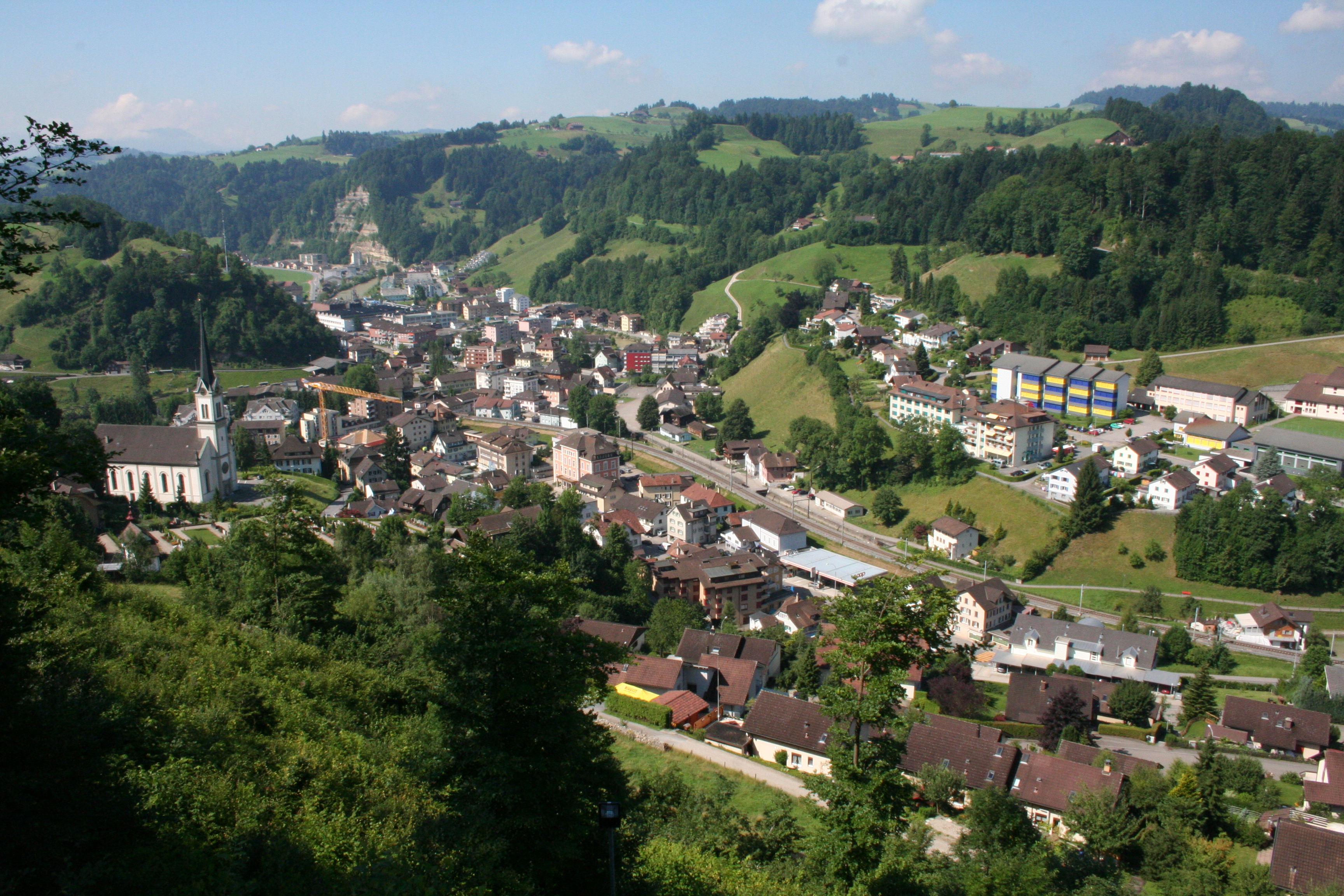

沃尔胡森（德语：Wolhusen）是瑞士的城鎮，位於該國中部，由琉森州負責管轄，面積14.3平方公里，五成半土地是農業用地，海拔高度582米，2011年人口4,199，人口密度每平方公里294人。